# Obersöchering

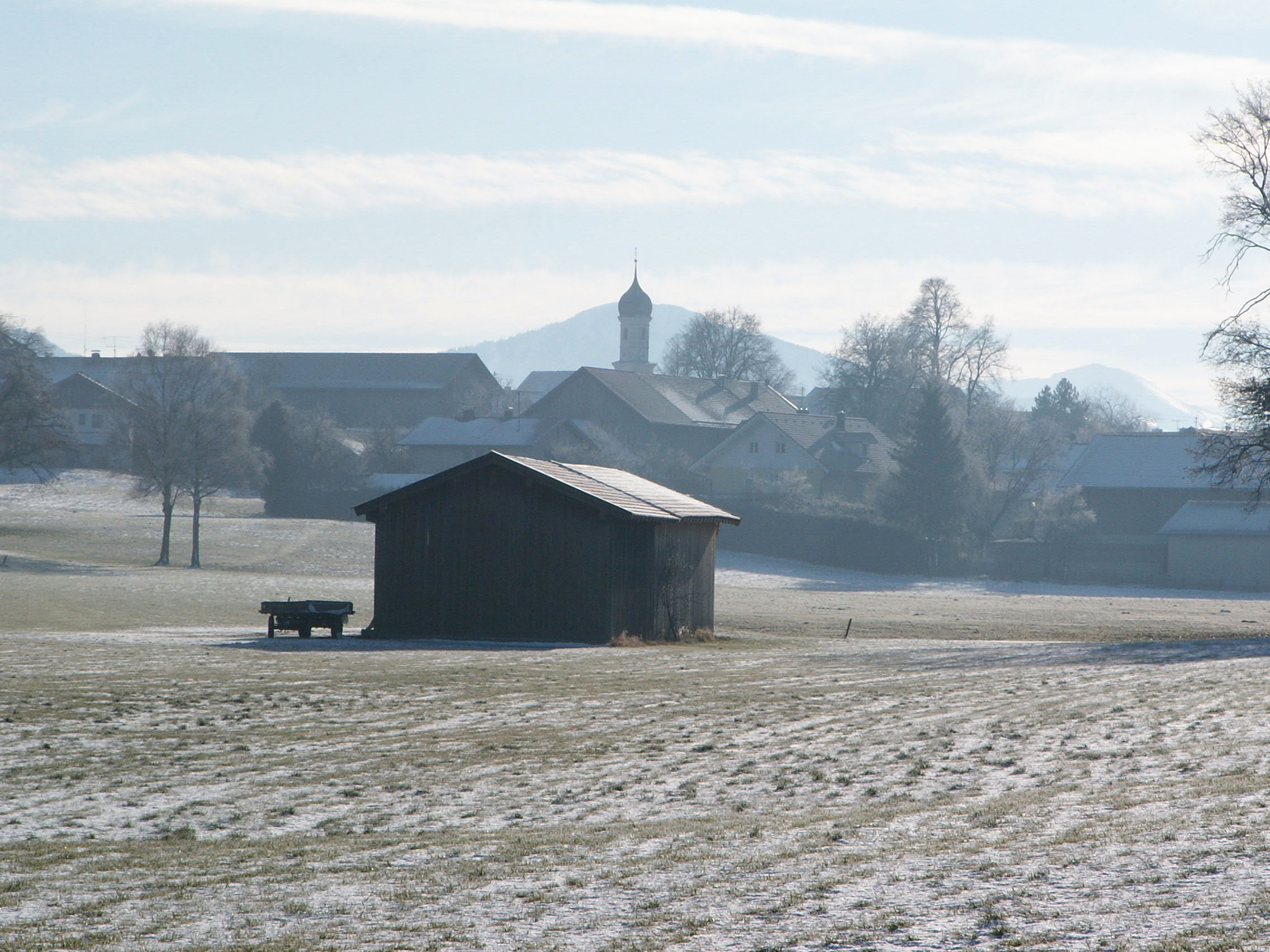
Obersöchering von Nordwesten

Obersöchering (auch Söchering) ist eine Gemeinde im oberbayerischen Landkreis Weilheim-Schongau.

## Geografie
Obersöchering liegt im Pfaffenwinkel, etwa 50 km südwestlich von München und 12 km südöstlich der Kreisstadt Weilheim in Oberbayern. Wenige 100 Meter nordöstlich bzw. nördlich des Ortes befinden sich die Stillgewässer Badsee und Eckenbichelsee. Etwas östlich von Letzterem liegen die beiden Quellweiher des Ramseer Bachs. 
Durch den Süden der Gemeinde und südlich an ihrem Hauptort vorbei verläuft die Bundesstraße 472 und mündet im Westen in die nord-südwärts verlaufende B 2.
Die Landschaft um Obersöchering ist durch die letzte Eiszeit (Würm) und Nacheiszeit geprägt. Ältere Schichten (Molasse/Tertiär) sind von einer mächtigen Schotterebene abgedeckt. Grundmoränen sind in Form flach geneigter Hügel erkennbar.

### Gemeindegliederung
Es gibt 11 Gemeindeteile (in Klammern ist der Siedlungstyp angegeben):
- Abertshausen (Einöde)
- Egenried (Weiler)
- Emmenried (Einöde)
- Habaching (Weiler)
- Hachtsee (Einöde)
- Moos (Einöde)
- Obersöchering (Pfarrdorf)
- Reinthal (Weiler)
- Schönach (Einöde)
- Tradlenz (Einöde)
- Untersöchering (Kirchdorf)

Es gibt nur die Gemarkung Obersöchering.

## Geschichte
Zahlreiche Hügelgräber aus der mittleren (ca. 1500–1250 v. Chr.) und späten Bronzezeit (ca. 1250–800 v. Chr.) im Gemeindegebiet zeugen von einer sehr frühen Besiedlung.

### Bis zur Gemeindegründung
Das Dorf Obersöchering dürfte im Zeitraum von der zweiten Hälfte des 5. bis Mitte des 6. Jahrhunderts n. Chr. entstanden sein. Nach dem Zusammenbruch der Römerherrschaft besiedelten verschiedene Germanenstämme kampflos den Raum von der Donau bis zu den Alpen. Die dort ansässige keltisch-romanische Bevölkerung ging in dem neugebildeten bayerischen Stamm auf. Der Ortsname soll auf die Ansiedlung der Sippe eines Sahker oder Sigher zurückgehen.
Ausgrabungen in der Marienkirche (Frauenkirche) aus den 1970er Jahren ergaben, dass an ihrer Stelle schon um das Jahr 700 eine kleine Holzkirche stand. Als „Secheringen“ wurde der Ort erstmals um 750 erwähnt. Obersöchering gehörte zum Rentamt München und zum Landgericht Weilheim des Kurfürstentums Bayern.
Am 18. Juli 1809 fand zwischen Obersöchering und Spatzenhausen ein Gefecht statt, in dem bayerische Truppen unter Graf Arco einen Vorstoß von Tiroler Aufständischen zurückschlugen.
Mit dem Gemeindeedikt von 1818 entstand die Gemeinde Obersöchering, die zum Landgericht Weilheim gehörte.

### Gemeindegebietsreform
Im Zuge der Gemeindegebietsreform trat Obersöchering 1978 als weiterhin selbständige Gemeinde der neu gegründeten Verwaltungsgemeinschaft Habach bei. 1981 wurde der Gemeindeteil Egenried auf Antrag seiner Einwohner von der Gemeinde Eberfing nach Obersöchering umgegliedert.

### Einwohnerentwicklung
Zwischen 1988 und 2018 wuchs die Gemeinde von 1087 auf 1554 um 467 Einwohner bzw. um 43 %.
| Jahr      | 1910 | 1970 | 1987 | 1991 | 1995 | 2000 | 2005 | 2010 | 2015 | 2020 |
| --------- | ---- | ---- | ---- | ---- | ---- | ---- | ---- | ---- | ---- | ---- |
| Einwohner | 0543 | 0908 | 1064 | 1119 | 1257 | 1363 | 1481 | 1553 | 1529 | 1562 |

## Politik

### Gemeinderat
Die Gemeinderatswahl 2020 erbrachte folgende Sitzverteilung:
- CSU/Freie Wählergemeinschaft: 5 Sitze
- Allgemeine Wählergruppe: 7 Sitze

### Bürgermeister
Erster Bürgermeister ist Reinald Huber (Allgemeine Wählergruppe).

### Wappen
| Wappen von Obersöchering | Blasonierung: „Unter grünem Kleeblattschildhaupt in Silber ein senkrechter roter Schlüssel, überdeckt mit einem schräglinken grünen Palmzweig.“ |
| Wappen von Obersöchering | |

### Verwaltung
Die Gemeinde ist Mitglied der Verwaltungsgemeinschaft Habach.

## Bodendenkmäler

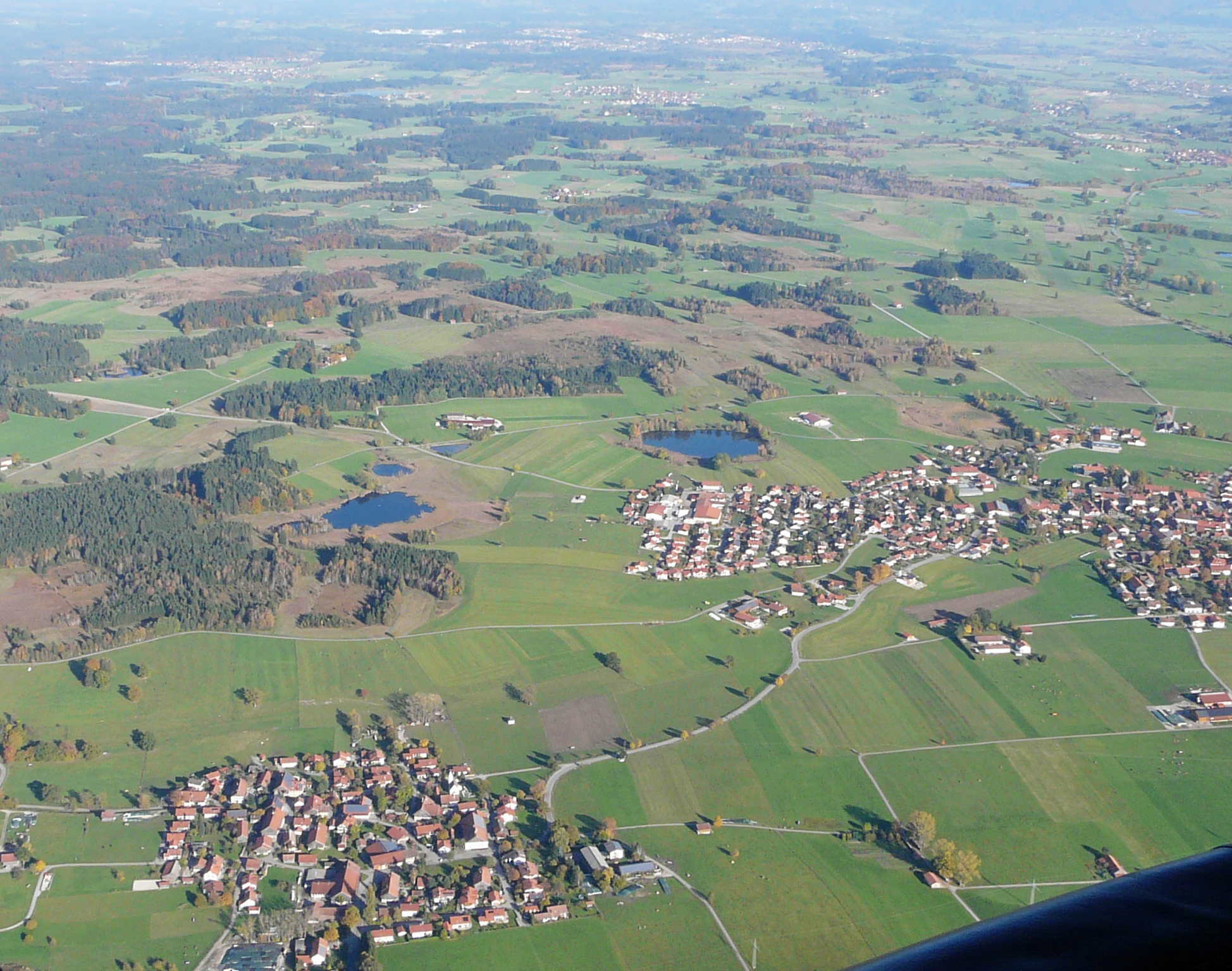
Obersöchering von Westen
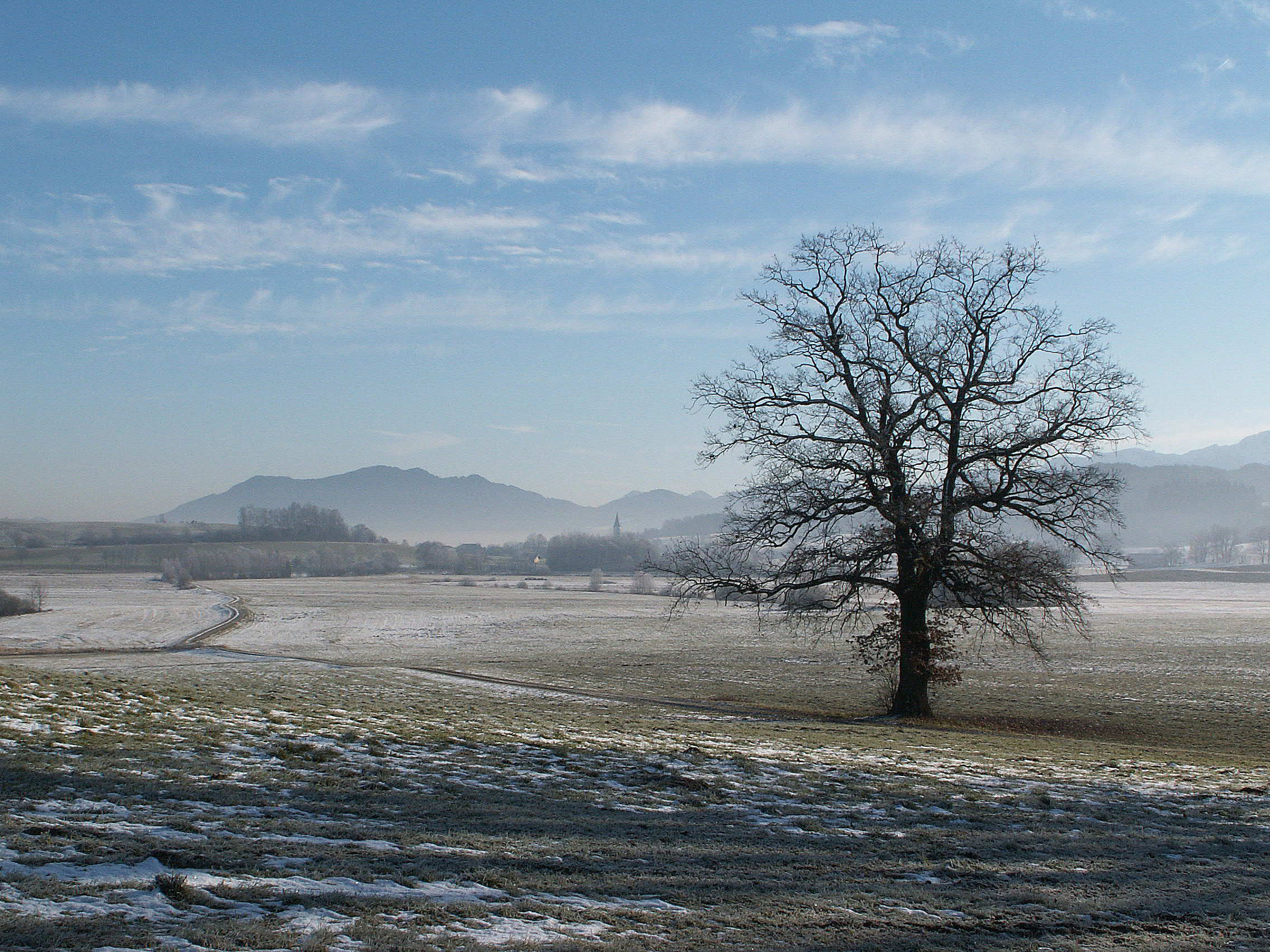
Bei Habaching
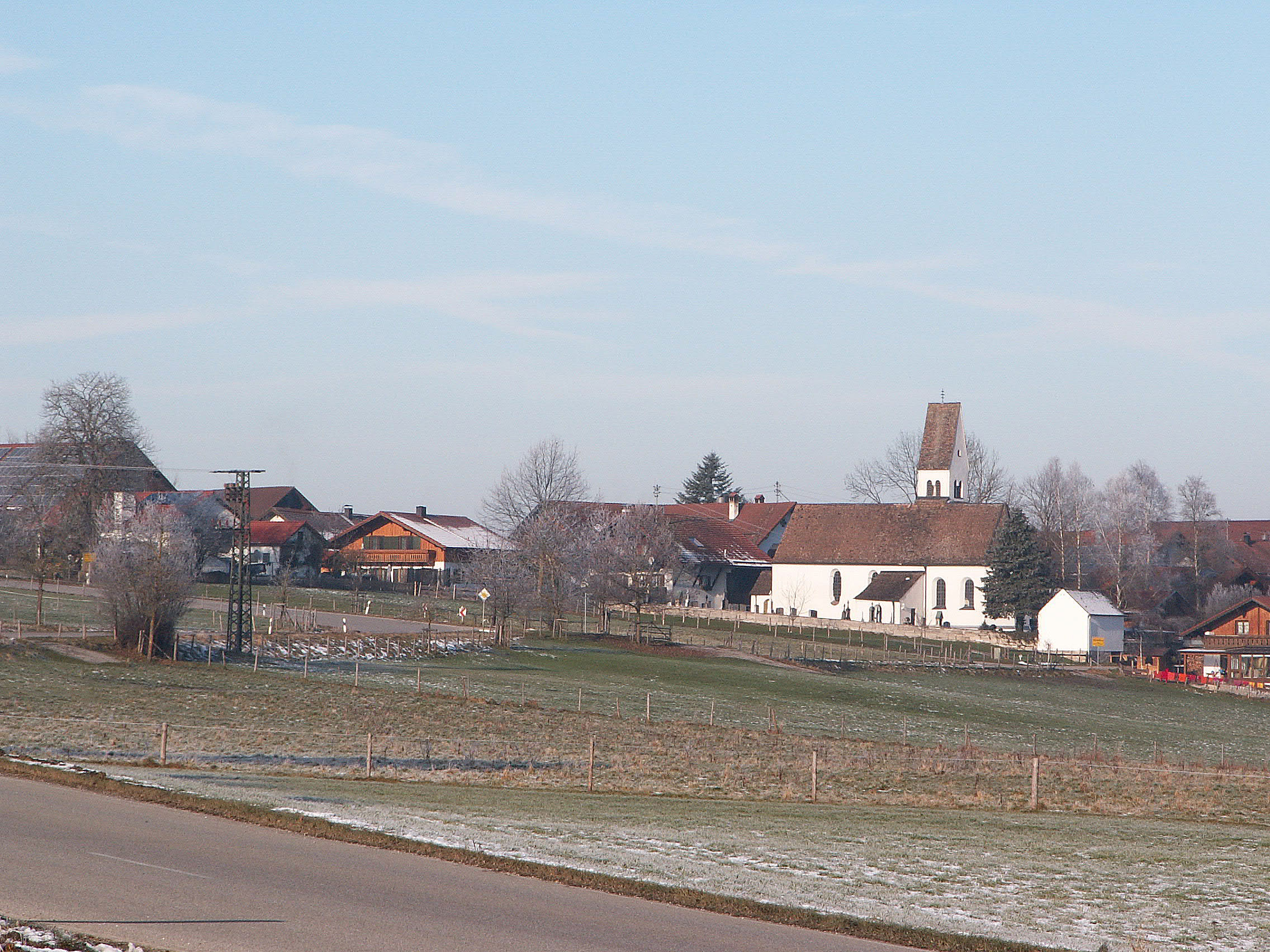
Untersöchering von Südosten

## Wirtschaft und Infrastruktur

### Wirtschaft einschließlich Land- und Forstwirtschaft
Nach der amtlichen Statistik gab es 2023 gab es insgesamt 324 sozialversicherungspflichtig Beschäftigte am Arbeitsort. Sozialversicherungspflichtig Beschäftigte am Wohnort gab es 694. Im verarbeitenden Gewerbe gab es zwei, im Bauhauptgewerbe sechs Betriebe.
Im Jahr 2023 bestanden zudem 51 landwirtschaftliche Betriebe mit einer landwirtschaftlich genutzten Fläche von 1569 ha. Davon waren 215 ha Ackerfläche und 1354 ha Dauergrünlandfläche.

### Bildung
2024 gab es folgende Einrichtungen:
- 1 Kindertageseinrichtung: 77 genehmigte Betreuungsplätze, 78 betreute Kinder
- eine Volksschule für die Klassen 1 bis 4: fünf Lehrkräfte, 84 Schülerinnen und Schüler

## Persönlichkeiten
- Matthias Bischl (* 1988), Biathlet
- Anselm Günthör OSB (1911–2015), Pfarrer in Obersöchering von 1973–1983
- Siegfried Rauch (1932–2018), Schauspieler, wohnte bis zu seinem Tod im Ortsteil Untersöchering
- Emanuel Taffertshofer (* 1995), Fußballspieler
- Ulrich Taffertshofer (* 1992), Fußballspieler